# 布尔甘油田

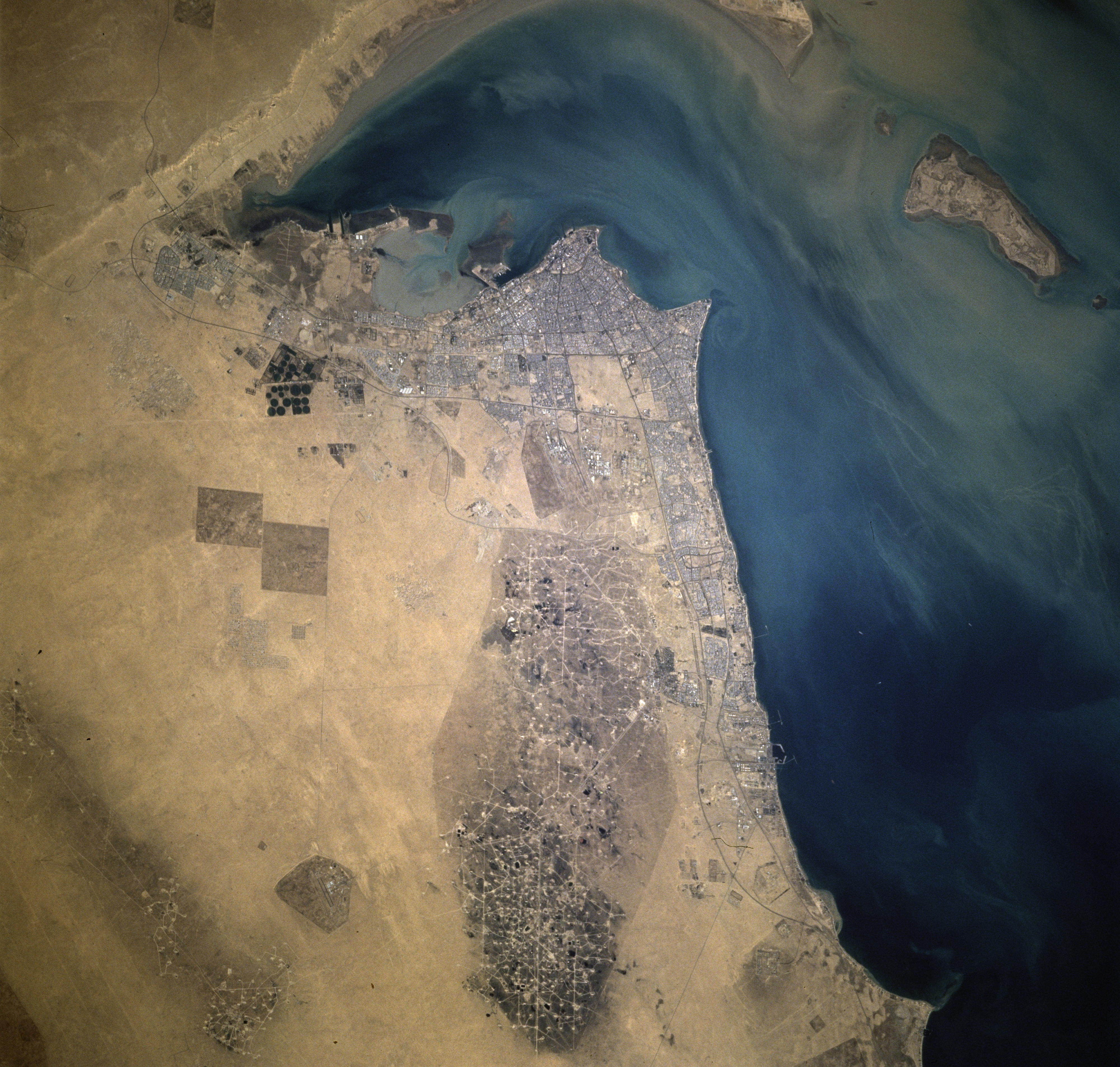
科威特卫星图像。阿拉伯海湾的一个城市科威特，它下面的椭圆形的黑色部分是布尔甘范围内的油田地面设施。

布尔甘油田位于科威特是世界上最大的油田之一。储量700亿桶左右。

## 发现
1938年被发现后，美国和英国拥有的海湾石油公司与1946年开始在布尔甘进行商业石油开采。

## 伊拉克战争

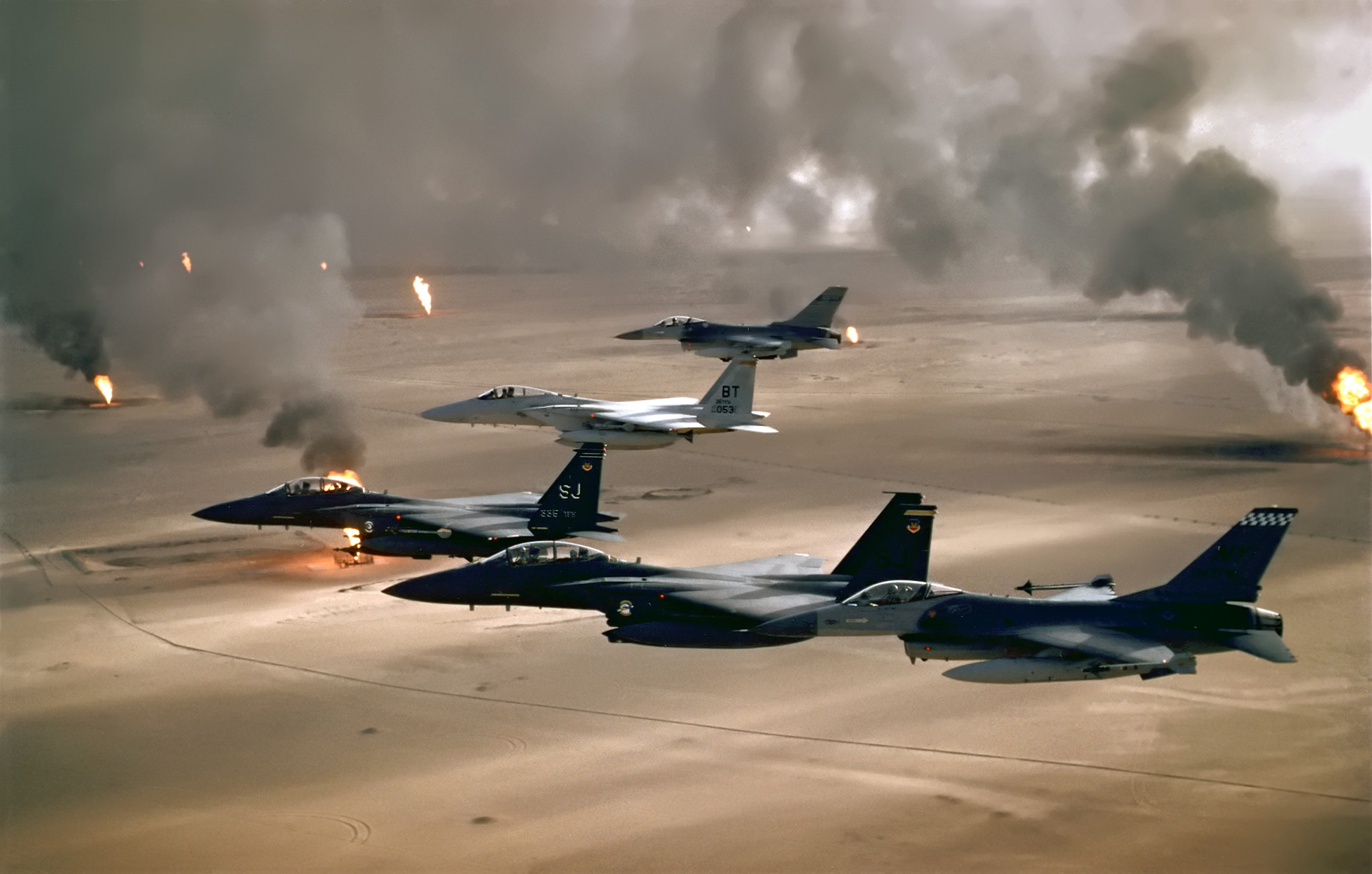
美国空军飞机飞过燃烧的科威特油井。

1991年，撤退中的伊拉克军队放火点燃了布尔甘油田。巨大的油田大火浓烟形成了50公里宽度，2.5公里厚度的烟雾。从NASA卫星照片上可见，浓烟蜿蜒从油田犹如一条黑蛇一直延伸，平行于波斯湾。根据战后CIA解密信息，大火并没有显著破坏布尔甘油田的储量，但是三个采集站都被严重破坏。